# 31-я армия (Япония)
31-я армия (яп. 第31軍) — воинское подразделение японской Императорской армии, действовавшее во время Второй мировой войны.
Сформирована 18 февраля 1944 года под командованием генерала Хидэёси Обата, подчинялась непосредственно Императорской Ставке. Основной задачей было противодействие возможным высадкам Союзников на японских подмандатных островах и нанесение им в ходе «войны на истощении» таких потерь, которые удержали бы их от десанта на острова японской метрополии.
Территория островов южного тихоокеанского мандата была разделена на три части: Северные и Южные Марианские острова, а также острова Трук. Штаб восьмидесятитысячной 31-й армии находился на Труке.
После налёта на Трук в ходе операции «Хэйлстоун» гарнизон Трука оказался изолирован от американских войск, продолжавших продвижение к метрополии уже на других островах Тихого океана. Японские войска, оставшиеся на Труке и других островах в центральной части Тихого океана и отрезанные от снабжения, стояли перед угрозой голодной смерти, от которой погибло множество японских солдат.
Японские гарнизоны Марианских островов были в основном уничтожены в ходе сражений за Сайпан и Гуам.